# Filippo Guglielmo Augusto del Palatinato

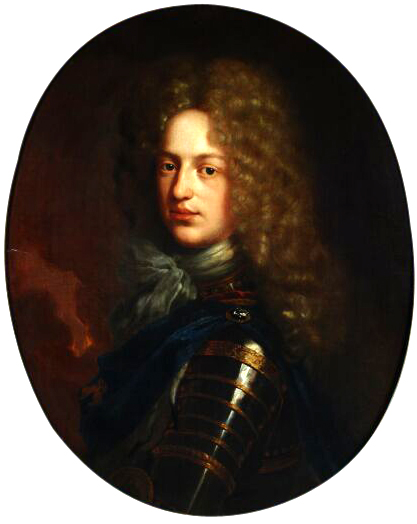
Filippo Guglielmo Augusto del Palatinato.

Filippo Guglielmo Augusto del Palatinato-Neuburg (Neuburg an der Donau, 19 novembre 1668 – Reichstadt, 5 aprile 1693) fu principe e conte palatino di Neuburg.

## Biografia
Filippo Guglielmo Augusto era il tredicesimo figlio e l'ottavo figlio maschio del Principe Elettore Palatino Filippo Guglielmo del Palatinato-Neuburg (1615-1690) e della sua seconda moglie Elisabetta Amalia (1635-1709), figlia del langravio Giorgio II d'Assia-Darmstadt.
Dopo aver fatto visita al fratello Luigi Antonio a Breslavia e sua sorella Eleonora a Vienna, nel 1689 intraprese il Grand Tour attraverso l'Italia.
Sposò a Raudnitz, il 29 ottobre 1690, Anna Maria Francesca di Sassonia-Lauenburg figlia del duca Giulio Francesco di Sassonia-Lauenburg e della Principessa palatina Maria Edvige di Sulzbach (1650-1681).
Filippo Guglielmo Augusto intraprese la carriera militare. Morì all'età di 24 anni, sette giorni dopo essere stato attaccato da una "febbre maligna". Fu sepolto nella chiesa parrocchiale di Reichstadt. Il suo cuore riposa nella Chiesa di Corte a Neuburg.

## Discendenza
Filippo Guglielmo Augusto ed Anna Maria Francesca ebbero due figlie:
- Contessa palatina Leopoldina Eleonora (1691–1693)
- Contessa palatina Maria Anna Carolina di Neuburg (1693-1751), che sposò Ferdinando Maria Innocenzo di Baviera (1699-1738) figlio del Principe Elettore Massimiliano II Emanuele di Baviera.

## Famiglia
Sua sorella maggiore Eleonora Maddalena Teresa del Palatinato-Neuburg era la terza moglie dell'Imperatore Leopoldo I
Altri fratelli erano:
- Maria Adelaide Anna (nata e morta nel 1656);
- Sofia Elisabetta (1657-1658);
- Giovanni Guglielmo (1658-1716), sposò nel 1678 l'arciduchessa Maria Anna Giuseppina d'Asburgo (1654-1689) e alla morte di questa sposò nel 1691 Anna Maria Luisa de' Medici (1667-1743);
- Volfango Giorgio Federico (1659-1683), vescovo ausiliare di Colonia;
- Luigi Antonio (1660-1694), vescovo di Worms;
- Carlo Filippo (1661-1742), sposò nel 1688 la principessa Ludwika Karolina Radziwiłł (1667-1695), vedova del principe Luigi di Brandeburgo; sposò nel 1701 la principessa Teresa Caterina Lubomirska von Ostrog (1683-1712); sposò morganaticamente nel 1728/29 la contessa Violante Maria Teresa von Thurn und Taxis (1683-1734);
- Alessandro Sigismondo (1663-1737), vescovo di Augusta;
- Francesco Luigi (1664-1732), Arcivescovo di Treviri e Magonza;
- Federico Guglielmo (1665-1689), arciprete della Cattedrale di Münster;
- Maria Sofia Elisabetta (1666-1699) sposò nel 1687 il re Pietro II del casato di Braganza;
- Maria Anna Adelaide (1667-1740) sposò nel 1690 il re Carlo II di Spagna;
- Dorotea Sofia (1670-1748) sposò nel 1690 il duca Odoardo II Farnese di Parma e Piacenza (1666-1693); sposò nel 1696 il duca Francesco Farnese di Parma e Piacenza (1678-1727);
- Edvige Elisabetta Amalia (1673-1722) sposò nel 1691 Giacomo Luigi Enrico di Polonia (1668-1737);
- Leopoldina Eleonora (1679-1693), sposò il principe Massimiliano II Emanuele di Baviera.

## Ascendenza
|                                                  |                           |                                   | Genitori                            |  |  | Nonni |  |  | Bisnonni                             |  |  | Trisnonni                           |  |
|                                                  |                           |                                   |                                     |  |  |       |  |  | Filippo Luigi del Palatinato-Neuburg |  |  | Volfango del Palatinato-Zweibrücken |  |
|                                                  |                           |                                   |                                     |  |  |       |  |  | Filippo Luigi del Palatinato-Neuburg |  |  | Volfango del Palatinato-Zweibrücken |  |
|                                                  |                           | Anna d'Assia                      |                                     |  |  |       |  |  | Filippo Luigi del Palatinato-Neuburg |  |  |                                     |  |
| Volfango Guglielmo del Palatinato-Neuburg        |                           |                                   |                                     |  |  |       |  |  | Filippo Luigi del Palatinato-Neuburg |  |  |                                     |  |
|                                                  |                           | Anna di Jülich-Kleve-Berg         | Guglielmo di Jülich-Kleve-Berg      |  |  |       |  |  |                                      |  |  |                                     |  |
|                                                  |                           | Anna di Jülich-Kleve-Berg         | Guglielmo di Jülich-Kleve-Berg      |  |  |       |  |  |                                      |  |  |                                     |  |
|                                                  |                           | Anna di Jülich-Kleve-Berg         | Maria d'Austria                     |  |  |       |  |  |                                      |  |  |                                     |  |
| Filippo Guglielmo del Palatinato                 |                           | Anna di Jülich-Kleve-Berg         |                                     |  |  |       |  |  |                                      |  |  |                                     |  |
|                                                  |                           | Guglielmo V di Baviera            | Alberto V di Baviera                |  |  |       |  |  |                                      |  |  |                                     |  |
|                                                  |                           | Guglielmo V di Baviera            | Alberto V di Baviera                |  |  |       |  |  |                                      |  |  |                                     |  |
|                                                  |                           | Guglielmo V di Baviera            | Anna d'Austria                      |  |  |       |  |  |                                      |  |  |                                     |  |
| Maddalena di Baviera                             |                           | Guglielmo V di Baviera            |                                     |  |  |       |  |  |                                      |  |  |                                     |  |
|                                                  |                           | Renata di Lorena                  | Francesco I di Lorena               |  |  |       |  |  |                                      |  |  |                                     |  |
|                                                  |                           | Renata di Lorena                  | Francesco I di Lorena               |  |  |       |  |  |                                      |  |  |                                     |  |
|                                                  |                           | Renata di Lorena                  | Cristina di Danimarca               |  |  |       |  |  |                                      |  |  |                                     |  |
| Filippo Guglielmo Augusto del Palatinato-Neuburg |                           | Renata di Lorena                  |                                     |  |  |       |  |  |                                      |  |  |                                     |  |
|                                                  | Luigi V d'Assia-Darmstadt | Giorgio I d'Assia-Darmstadt       |                                     |  |  |       |  |  |                                      |  |  |                                     |  |
|                                                  | Luigi V d'Assia-Darmstadt | Giorgio I d'Assia-Darmstadt       |                                     |  |  |       |  |  |                                      |  |  |                                     |  |
|                                                  | Luigi V d'Assia-Darmstadt | Maddalena di Lippe                |                                     |  |  |       |  |  |                                      |  |  |                                     |  |
| Giorgio II d'Assia-Darmstadt                     | Luigi V d'Assia-Darmstadt |                                   |                                     |  |  |       |  |  |                                      |  |  |                                     |  |
|                                                  |                           | Maddalena di Brandeburgo          | Giovanni Giorgio di Brandeburgo     |  |  |       |  |  |                                      |  |  |                                     |  |
|                                                  |                           | Maddalena di Brandeburgo          | Giovanni Giorgio di Brandeburgo     |  |  |       |  |  |                                      |  |  |                                     |  |
|                                                  |                           | Maddalena di Brandeburgo          | Elisabetta di Anhalt-Zerbst         |  |  |       |  |  |                                      |  |  |                                     |  |
| Elisabetta Amalia d'Assia-Darmstadt              |                           | Maddalena di Brandeburgo          |                                     |  |  |       |  |  |                                      |  |  |                                     |  |
|                                                  |                           | Giovanni Giorgio I di Sassonia    | Cristiano I di Sassonia             |  |  |       |  |  |                                      |  |  |                                     |  |
|                                                  |                           | Giovanni Giorgio I di Sassonia    | Cristiano I di Sassonia             |  |  |       |  |  |                                      |  |  |                                     |  |
|                                                  |                           | Giovanni Giorgio I di Sassonia    | Sofia di Brandeburgo                |  |  |       |  |  |                                      |  |  |                                     |  |
| Sofia Eleonora di Sassonia                       |                           | Giovanni Giorgio I di Sassonia    |                                     |  |  |       |  |  |                                      |  |  |                                     |  |
|                                                  |                           | Maddalena Sibilla di Hohenzollern | Alberto Federico di Prussia         |  |  |       |  |  |                                      |  |  |                                     |  |
|                                                  |                           | Maddalena Sibilla di Hohenzollern | Alberto Federico di Prussia         |  |  |       |  |  |                                      |  |  |                                     |  |
|                                                  |                           | Maddalena Sibilla di Hohenzollern | Maria Eleonora di Jülich-Kleve-Berg |  |  |       |  |  |                                      |  |  |                                     |  |
|                                                  |                           | Maddalena Sibilla di Hohenzollern |                                     |  |  |       |  |  |                                      |  |  |                                     |  |